# Kemushi no Boro
Kemushi no Boro (毛虫のボロ) é um curta-metragem animado japonês escrito e dirigido por Hayao Miyazaki. Foi produzido pelo Studio Ghibli como o primeiro trabalho em computação gráfica do estúdio, tendo estreiado em 21 de março de 2018 exclusivamente para o Museu Ghibli, onde é exibido regularmente até hoje. Ele conta a história de Boro, uma lagarta recém chocada de seu ovo.

## Sinopse
A lagarta Boro acaba de chocar de seu ovo em meio a grama, saindo e ficando fascinada com a luz do sol, com o ar e com a água. Ela parte para explorar o mundo das lagartas ao seu redor, encontrando tanto amigos quanto inimigos.

## Produção
Kemushi no Boro surgiu de esboços que Miyazaki fez em 1995. Ele considerou a ideia para um possível longa-metragem, porém o produtor Toshio Suzuki ficou preocupado com a dificuldade de se fazer um filme sem personagens humanos, propondo assim que o Studio Ghibli produzisse Mononoke Hime. Miyazaki anunciou sua aposentadoria depois do lançamento de Kaze Tachinu em 2013, entretanto, Suzuki percebeu que Miyazaki ainda queria trabalhar, sugerindo que ele criasse um curta-metragem baseado na ideia de Kemushi no Boro. Miyazaki decidiu sair da aposentadoria em 2015 e trabalhar em um curta exclusivo para o Museu Ghibli.
Miyazaki tinha anteriormente incorporado imagens em computação gráfica em filmes animados tradicionalmente, como em Sen to Chihiro no Kamikakushi de 2001, porém Kemushi no Boro foi o primeiro trabalho completamente computadorizado do diretor. Foi Suzuki quem sugeriu computação gráfica para Miyazaki, pois achou que "o desafio de uma nova técnica talvez animasse [Miyazaki] de novo". O diretor também comentou que "Eu tenho ideias que eu talvez não possa desenhar a mão, com a [computação gráfica] talvez sendo um modo de desenhá-las – essa é minha esperança". Miyazaki preferiu trabalhar com uma equipe de animadores japoneses, em vez de fazer parceria com algum estúdio ocidental como a Pixar, pois assim eles poderiam conversar em japonês.
Todas as vozes e efeitos sonoros de Kemushi no Boro foram feitos pelo comediante e apresentador de televisão Tomori, com a composição final em piano tendo sido composta por Joe Hisaishi, colaborador de longa data de Miyazaki.